# مستشفى الشهيد محمد الدرة للأطفال
مستشفى الشهيد محمد الدرة للأطفال مستشفى حكومي فلسطيني يقدم خدمات طب الأطفال العام في مدينة غزة، وتبلغ القدرة السريرية له 100 سرير، ويقع في شارع صلاح الدين وسط المدينة.

## التاريخ
أنشى في العام 2000 على مساحة 1600م2، ليخدم مناطق الشجاعية، والشعف، وحي الدرج. وحي الزيتون وحي التفاح في مدينة غزة.
خلال معركة طوفان الأقصى عام 2023، أطلق الاحتلال الإسرائيلي في 13 أكتوبر 2023 قنابل الفسفور الأبيض تجاه وفقًا للمتحدث باسم وزارة الصحة أشرف القدرة وعليه أخلت الوزارة المستشفى.

## الخدمات
يقدم المستشفى عدة خدمات منها، العلاج الطبيعي، الأمراض الصدرية، أمراض الكلي، أمراض الدم والغدد الصماء وعلاج التشنجات.